# Caratello

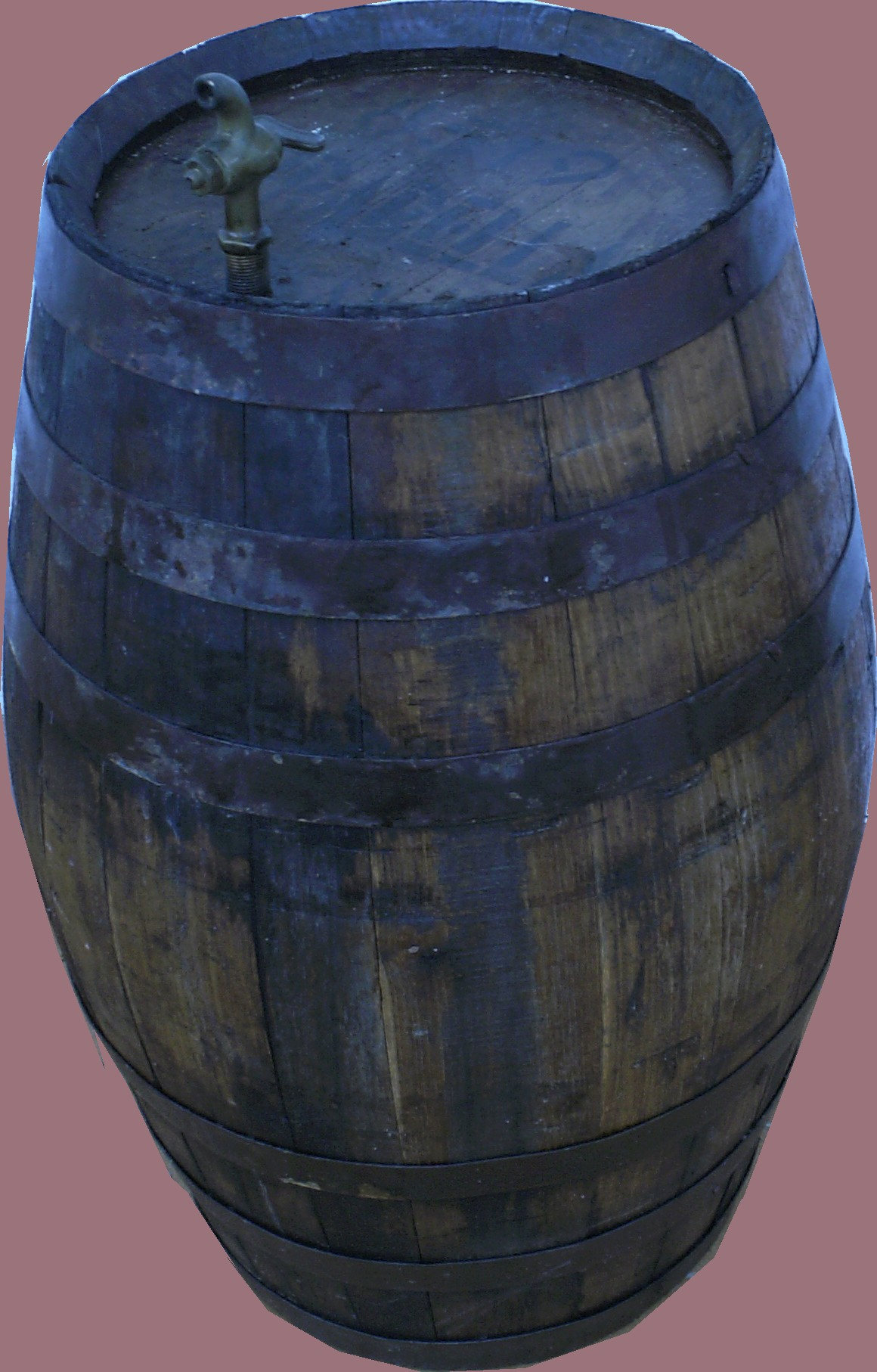
Un caratello.

Caratello ou carratello est un terme italien qui désigne un contenant de vin ou de liqueur.

## Description
Ce terme désigne généralement un petit fût en bois en forme de tonneau mais plus long que large, d'une capacité allant de 25 à 200 litres. À notre époque le modèle communément utilisé a une capacité de 100 l (1 hl) soit le double d'un tonneau de vin.

## Utilisation
Le caratello était utilisé pour le transport des vins et des liqueurs ainsi que pour conserver et expédier le poisson salé : cette utilisation était fréquente aux XVIe et XVIIe siècles dans les villes maritimes et dans les bateaux eux-mêmes. L'étymologie est attribuée au latin médiéval carratum, une sorte de tonneau pour transporter le vin sur des chariots,.
De nos jours, il est utilisé principalement en Toscane pour la production de vin santo et fait l'objet d'un processus de préparation particulier afin de réduire la perte de produit en fin de vieillissement.